# Palazzo delle palme
Le palazzo delle Palme (littéralement, palais des palmiers) est un bâtiment des années 1930 situé dans le quartier de collinaire de Vomero, à Naples.

## Description
Situé au 32 de la via Aniello Falcone, un point panoramique et populaire du quartier, il s'agit d'un bâtiment des années 1930 de style néo-Renaissance avec des éléments de style éclectique et Liberty napolitain. L'architecte a alterné différents styles architecturaux, rendant le complexe excentrique. Les grands balcons du dernier étage sont soutenus par des piliers, et alternent avec des carrés et des arrondis, de différents matériaux. Les entrées d'escalier sont accessibles depuis une cour bordée d'arbres à l'extérieur du bâtiment où se dressaient autrefois trois palmiers, d'où le nom de la copropriété.
D'intéressantes frises et décorations dorées ornent le bâtiment. Dans les halls d'entrée de la copropriété, des rigoles colorées sont utilisées pour le revêtement de sol. On note également la présence de marbre blanc.